# Pterocles personatus
La grandule del Madagascar (Pterocles personatus Gould, 1843) è un uccello della famiglia Pteroclidae, endemico del Madagascar.

## Distribuzione e habitat
La specie è diffusa nella foresta decidua secca del Madagascar occidentale e nella foresta spinosa sud-occidentale.